# Rychlá sklíčková aglutinace
Rychlá sklíčková aglutinace (nebo jen rychlá aglutinace) je imunodiagnostická metoda určená ke zjištění protilátek proti některým infekčním agens. Princip metody spočívá v tom, že na sklíčko se kápne známý roztok antigenu a k němu se poté přimíchá kapka testovaného séra. Jsou-li v testovaném séru přítomny specifické protilátky proti danému antigenu, dojde ke vzniku aglutinátu v podobě vloček či zákalu, který lze pozorovat zrakem. Inkubační doby jsou velice krátké a test proto trvá pouze 1 hodinu. Výhodou metody je zejména její rychlost a nenáročnost (lze provádět i v terénu mimo laboratoř). Naopak nevýhodou rychlé sklíčkové aglutinace je nízká citlivost a specifita. V praxi se metoda používá k diagnostice tularémie nebo brucelózy. Aglutinačním testem lze stanovovat i antigen v likvoru, slinách.